# Herb Dean
Herb Dean (30 de septiembre de 1970) es un árbitro estadounidense de artes marciales mixtas y peleador retirado. Es uno de los árbitros más famosos y respetados en las artes marciales mixtas con más de 3500 combates profesionales por todo el mundo. Es más conocido por su papel de árbitro en la organización Ultimate Fighting Championship.

## Filmografía
- Here Comes the Boom (2012)
- Monster Brawl (2011)
- Locker 13 (2009)
- The Ultimate Fighter (2005-actualidad)

## Premios
Herb Dean ha ganado el Premio Mundial de AMM Fighters Only Magazine's al Árbitro del Año en 2010, 2011 y 2012, siendo hasta el momento el único árbitro que ha ganado el premio desde que la categoría fue introducida por primera vez.

## Récord en artes marciales mixtas
Dean tuvo una carrera de 5 peleas en las que obtuvo un récord de 2 victorias (1 sumisión y 1 TKO), y 3 derrotas (2 sumisiones y 1 TKO).
| Resultado | Récord | Oponente        | Método                              | Evento                | Fecha                   | Ronda | Tiempo | Localización            | Notas |
| --------- | ------ | --------------- | ----------------------------------- | --------------------- | ----------------------- | ----- | ------ | ----------------------- | ----- |
| Derrota   | 2–3    | Dave Legeno     | TKO (lesión en el ojo)              | Cage Rage 22          | 14 de julio de 2007     | 1     | 5:00   | Londres                 |       |
| Derrota   | 2–2    | Jong yu Choi    | Sumisión (keylock)                  | Spirit MC 9           | 8 de octubre de 2006    | 2     | 3:51   | Corea del Sur           |       |
| Victoria  | 2–1    | Timothy Mendoza | TKO (golpes)                        | King of the Cage 37   | 6 de agosto de 2004     | 2     | 3:31   | San Jacinto, California |       |
| Derrota   | 1–1    | Joe Riggs       | Sumisión (golpes)                   | Rage in the Cage 43   | 18 de enero de 2003     | 1     | 0:52   | Arizona                 |       |
| Victoria  | 1–0    | Randy Halmot    | Sumisión (estrangulamiento frontal) | Gladiator Challenge 6 | 9 de septiembre de 2001 | 1     | 0:43   | Colusa, California      |       |